# Alberto Moreno
Alberto Moreno Pérez (Sevilla, 1992. július 5.–) spanyol válogatott labdarúgó, posztját tekintve hátvéd, a La Ligában szereplő Villarreal játékosa.

## Pályafutása

### Sevilla FC
2011-ben, Moreno a Sevilla FC-ben kezdte a pályafutását, ahol játszott az ifjúság csapat soraiban is.
2012. április 8-án  Moreno először játszott a La Ligában.
Alberto sokat segített Sevillának megnyerni a 2013–2014-es Európa-ligát.

### Liverpool FC
2014.  augusztus 12-én jelentették be, hogy Moreno az Liverpool FC játékosa lett, átigazolásának díja pedig tizennyolc millió euró volt.

## Statisztika
2021. december 30-i állapot szerint. 
| Klub             | Szezon           | Bajnokság          | Bajnokság | Bajnokság | Kupa  | Kupa  | Ligakupa | Ligakupa | Nemzetközi | Nemzetközi | Egyéb | Egyéb | Összes | Összes |
| Klub             | Szezon           | Liga               | Mérk.     | Gólok     | Mérk. | Gólok | Mérk.    | Gólok    | Mérk.      | Gólok      | Mérk. | Gólok | Mérk.  | Gólok  |
| ---------------- | ---------------- | ------------------ | --------- | --------- | ----- | ----- | -------- | -------- | ---------- | ---------- | ----- | ----- | ------ | ------ |
| Sevilla Atlético | 2010–11          | Segunda División B | 0         | 0         | —     | —     | —        | —        | —          | —          | 1     | 0     | 1      | 0      |
| Sevilla Atlético | 2011–12          | Segunda División B | 30        | 4         | —     | —     | —        | —        | —          | —          | —     | —     | 30     | 4      |
| Sevilla Atlético | 2012–13          | Segunda División B | 19        | 3         | —     | —     | —        | —        | —          | —          | —     | —     | 19     | 3      |
| Sevilla Atlético | Összesen         | Összesen           | 49        | 7         | —     | —     | —        | —        | —          | —          | 1     | 0     | 50     | 7      |
| Sevilla          | 2011–12          | La Liga            | 1         | 0         | 0     | 0     | —        | —        | 0          | 0          | —     | —     | 1      | 0      |
| Sevilla          | 2012–13          | La Liga            | 15        | 0         | 2     | 0     | —        | —        | —          | —          | —     | —     | 17     | 0      |
| Sevilla          | 2013–14          | La Liga            | 29        | 3         | 1     | 0     | —        | —        | 14         | 0          | —     | —     | 44     | 3      |
| Sevilla          | Összesen         | Összesen           | 45        | 3         | 3     | 0     | —        | —        | 14         | 0          | —     | —     | 62     | 3      |
| Liverpool        | 2014–15          | Premier League     | 28        | 2         | 4     | 0     | 2        | 0        | 7          | 0          | —     | —     | 41     | 2      |
| Liverpool        | 2015–16          | Premier League     | 32        | 1         | 0     | 0     | 5        | 0        | 13         | 0          | —     | —     | 50     | 1      |
| Liverpool        | 2016–17          | Premier League     | 12        | 0         | 3     | 0     | 3        | 0        | —          | —          | —     | —     | 18     | 0      |
| Liverpool        | 2017–18          | Premier League     | 16        | 0         | 1     | 0     | 0        | 0        | 10         | 0          | —     | —     | 27     | 0      |
| Liverpool        | 2018–19          | Premier League     | 2         | 0         | 1     | 0     | 1        | 0        | 1          | 0          | —     | —     | 5      | 0      |
| Liverpool        | Összesen         | Összesen           | 90        | 3         | 9     | 0     | 11       | 0        | 31         | 0          | —     | —     | 141    | 3      |
| Villarreal       | 2019–20          | La Liga            | 18        | 0         | 1     | 0     | —        | —        | 0          | 0          | —     | —     | 19     | 0      |
| Villarreal       | 2020–21          | La Liga            | 5         | 0         | 0     | 0     | —        | —        | 4          | 0          | —     | —     | 9      | 0      |
| Villarreal       | 2021–22          | La Liga            | 16        | 2         | 2     | 2     | —        | —        | 6          | 1          | 1     | 0     | 25     | 5      |
| Villarreal       | Összesen         | Összesen           | 39        | 2         | 3     | 2     | —        | —        | 10         | 1          | 1     | 0     | 53     | 5      |
| Karrier Összesen | Karrier Összesen | Karrier Összesen   | 223       | 15        | 15    | 2     | 11       | 0        | 55         | 1          | 2     | 0     | 306    | 18     |

1. ↑  Mérkőzése(i) a(z) Segunda División B play-offs-ban
2. 1 2 3  Mérkőzése(i) a(z) Európa Ligában
3. 1 2 3  Mérkőzése(i) a(z) Bajnokok Ligájában
4. ↑  Mérkőzése(i) a(z) UEFA Szueprkupában

### A válogatottban
2014. november 14-i frissítés szerint.
| Spanyolország | Spanyolország | Spanyolország |
| Év            | Mérk.         | Gólok         |
| ------------- | ------------- | ------------- |
| 2013          | 2             | 0             |
| 2014          | 1             | 0             |
| 2017          | 1             | 0             |
| Összesen      | 4             | 0             |

## Nemzetközi karrierje
A Spanyol labdarúgó-válogatottban 2013. október 15-én, egy Grúzia ellen 2-0 arányban megnyert hazai összecsapáson mutatkozott be

## Sikerei, díjai

### Klub
- Sevilla
  - Európa-liga: 2013–14

- Liverpool
  - UEFA-bajnokok ligája: 2018–19

- Villarreal
  - Európa-liga: 2020–21

### Válogatott
- Spanyolország U21
  - U21-es labdarúgó-Európa-bajnokság: 2013